# Echinocereus coccineus

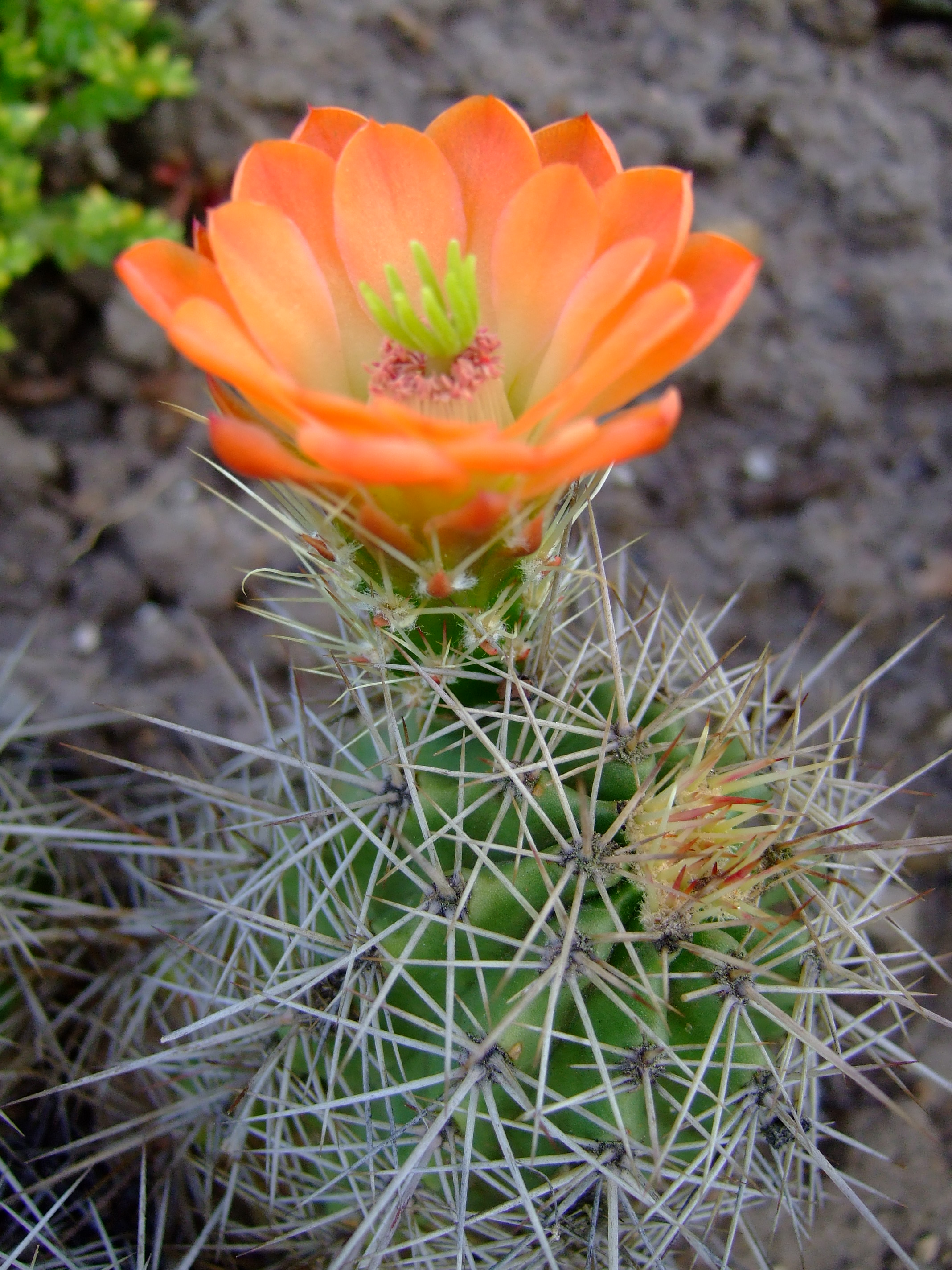
Kulturpflanze

Echinocereus coccineus ist eine Pflanzenart in der Gattung Echinocereus aus der Familie der Kakteengewächse (Cactaceae). Das Artepitheton coccineus stammt aus dem Lateinischen, bedeutet ‚dunkelrot‘ und verweist auf die Farbe der Blüten der Art. Englische Trivialnamen sind „Arizona Hedgehog“, „California Hedgehog“, „Golden Rainbow Hedgehog“, „Mexican Claret-Cup Cactus“ und „White-Spined Claret-Cup Cactus“. Echinocereus coccineus ist winterhart.

## Beschreibung
Die gewöhnlich verzweigte Pflanze bilden kleine Hügel, die aus wenigen bis vielen Stämmen bestehen und einen Durchmesser bis zu einem Meter erreichen können. Der hellgrüne Pflanzenkörper ist eiförmig bis zylindrisch und erreicht Wuchshöhen bis 40 Zentimeter bei einem Durchmesser von 2,5 bis 5 Zentimeter. Die 5 bis 12 Rippen bilden oft Warzen. Die Dornen sind gelb bis schwärzlich. Die bis zu 4 Mitteldornen, die auch fehlen können, haben einen eckigen Querschnitt und werden bis 7 Zentimeter lang. Der mittlere von ihnen ist häufig abgeflacht. Die 5 bis 20 Randdornen sind an der Basis rund.
Die breit-trichterförmigen, orangeroten Blüten erscheinen unterhalb der Triebspitze und sind manchmal zweihäusig. Sie werden 3 bis 10 Zentimeter lang und haben Durchmesser von 2,5 bis 8 Zentimeter. Die kugelförmigen Früchte werden rot und besitzen abfallende Dornen.

## Verbreitung, Systematik und Gefährdung
Echinocereus coccineus ist in den südlichen US-Bundesstaaten Colorado, Arizona, New Mexico, im Westen von Texas und südlich durch die Sonora-Wüste bis in die mexikanischen Bundesstaaten Coahuila und Chihuahua verbreitet.
Die Erstbeschreibung durch George Engelmann wurde 1848 veröffentlicht. Echinocereus coccineus ist eng mit Echinocereus triglochidiatus verwandt. Es sind viele Hybriden zwischen den Arten bekannt.
Nomenklatorische Synonyme sind Cereus coccineus (Engelm.) Engelm. (1848, nom. illeg. ICBN-Artikel 53.1), Echinocereus triglochidiatus var. coccineus (Engelm.) W.T.Marshall (1941) und Echinocereus triglochidiatus subsp. coccineus (Engelm.) U.Guzmán (2003). 
In der Roten Liste gefährdeter Arten der IUCN wird die Art als „Least Concern (LC)“, d. h. als nicht gefährdet geführt.

## Nachweise